# Kepler-215b
Kepler-215b es un planeta extrasolar que forma parte de un sistema planetario formado por al menos cuatro planetas. Orbita la estrella denominada Kepler-215. Fue descubierto en el año 2014 por la sonda Kepler por medio de tránsito astronómico.